# Brüderschaft trinken
Das Brüderschafttrinken (in Österreich auch: „Bruderschafttrinken“) zweier Personen bezeichnet den ritualisierten Übergang vom Siezen zum Duzen mittels des Trinkens. Im 17. und 18. Jahrhundert war dafür auch der Ausdruck auf den Dutz trinken (auf das Duzen trinken) gebräuchlich. Dahinter steht wohl die Annahme, dass „gemeinsames Trinken … verbinden und verpflichten“ kann.

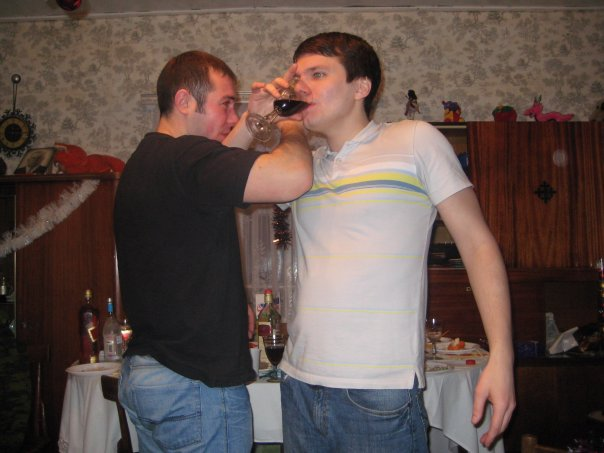
Trinken mit verschränkten Armen

Im modernen Brauch trinken beide Beteiligte aus je einem Trinkgefäß, wobei die das Gefäß haltenden Arme gegenseitig durch die Armbeuge des anderen greifen und man sich sozusagen unterhakt. Unter vertrauten oder bereits verwandtschaftlichen Verhältnissen gibt man sich danach einen Kuss – früher meist auf den Mund, heute eher auf die Wange. Anschließend stellt man sich mit seinem Vornamen vor („Ich bin der/die …“, „ich heiße …“).
Dieser Brauch findet sich in Form einer sprichwörtlichen Redensart auch in der Literatur.

## Geschichte
Der Ursprung des rituellen Brüderschafttrinkens ist nicht genau zu bestimmen: Röhrich geht davon aus, dass die Redensart ursprünglich auf eine durch magische Riten verpflichtete Form der Wahlverwandtschaft zurückgeht. Riten wie wechselseitiges Trinken des Blutes oder gemeinsames Eintauchen der Hand in Tierblut verpflichteten dabei die Teilnehmer auf die gleichen Ziele und Ideale und formten so eine Bruderschaft.
Rudolf Schultze erwähnt den Brauch bereits für das Spätmittelalter, allerdings ohne Angaben von Quellen. Ganz sicher nachweisbar ist der Brauch im 17. Jahrhundert mit der Schrift Jus Potandi oder Zechrecht, einer im Jahr 1616 herausgegebenen juristisch-parodistischen Schrift eines anonymen deutschen Verfassers. Das Jus Potandi war die Übersetzung der Disputatio inauguralis theoretico-practica jus potandi des englischen Dichters Richard Brathwaite (1588–1673) aus demselben Jahr. Im Kapitel 20 der genannten Schrift heißt es:

„‚Einen sonderlichen Verstandt oder Meynung‘ (nhd. etwa: Eine besondere Bedeutung)‚ hat der jenige Becher oder Glaß/damit einer den andern mit darzu sonderlichen und üblichen woertern zum Bruder erwehlet/unnd einweyhet/oder aber/wie man sonst zusagen pfleget/mit ihme auff Bruederschafft oder auff den Dutz trincket. Welches auff allgemeine weise folgender Gestallt zu geschehen pfleget. In dem einer den andern anredet und spricht: Wenn ich dem Herrn nicht zu jung oder zu geringe‘ (zu unbedeutend) ‚were/wolte ich ihm eines auff gute Kundschafft unnd Bruederschafft bringen/Darauff antwortet der ander: Trinck her in GOTtes Nahmen/Es soll mir sehr lieb und angenehm seyn: Darauff trinckt er auß/und in dem er das wieder eingeschenckte Trinckgeschirr seinem newen‘ (neuen) ‚Bruder zustellet/gebraucht er sich dieser wort/und spricht: Mein Nahme heist N.N. ich wil thun was dir lieb ist/unnd lassen was dir [l]eyd ist. Darauff antwortet der ander: Und beyden deßgleichen wil ich in allem auch thun. Und nach Verrichtung dessen/schweigen sie ein wenig still/unnd bitten darauff/daß solche Bruederschafft durch oeffters besuchen/so von einem gegen den andern geschehen soll/moege bestaettiget und vollnzogen werden/und eine solche Bruederschafft/wie ich gemeldet/ist durch Gewonheit eingefuehret worden.“

Das Brüderschafttrinken scheint hier aus der Sitte des Zutrinkens entstanden zu sein: Derjenige, der dem anderen die Brüderschaft antragen will, spricht diesen an, trinkt ihm zu und füllt den Trinkbecher wieder. Aus demselben Becher trinkt dann der Angesprochene und der erste nennt seinen Namen. Daraufhin versprechen sie sich gegenseitig zu tun, was dem anderen „lieb“ und zu lassen, was dem anderen „leid“ sei.
Diese Formel findet sich auch in der Dichtung Wunderlichen und wahrhaftigen Gesichten Philanders von Sittewald des Michael Moscherosch aus dem 17. Jahrhundert, in der ein Studentengelage beschrieben wird (Teil 1, Gesicht 6):

„Die vornehmsten saßen an der Tafel und soffen einander zu, so daß sie die Augen verdrehten, als gestochene Kälber. Einer brachte dem anderen etwas zu, aus einer Schüssel, einem Schuh. Einer gab dem andern die Hand und fragten sich untereinander nach ihrem Namen und versprachen sich ewige Freunde und Brüder zu sein, mit angehängter dieser gewöhnlichen Klausul: ‚ich thu, was dir lieb ist, und meide, was dir zuwider ist‘ band jeder einer dem andern eine Nestel von seinen Lederhosen an des andern zerfetztes Wams.“

Im 18. Jahrhundert war das Brüderschafttrinken bei den Studentenverbindungen offenbar gängig. So berichtet vom Brauch des „Brüderschaft Trinkens“ der aus Halle stammende Magister Christian Wilhelm Kindleben (1748–1785) in einem von ihm verfassten Studenten-Lexicon von 1781 wie man zum Duzbruder wurde: „… wenn die jungen Leute beym Glase Wein oder auch wohl beym Kommersch (Kommers) in einem Glase Bier oder Schnaps Brüderschaft trinken, und sich alsdenn einander Du und Herr Bruder nennen. …“. Später wurde dies zum Schmollis trinken.
Die Brüder Grimm schreiben in ihrem Wörterbuch „es heiszt brüderschaft trinken“ und führen als literarische Belege für die Verwendung in Form einer sprichwörtlichen Redensart mehrere Werke an: So heißt es bei Friedrich von Hagedorn: „… er trinkt mit Aegeln brüderschaft und fragt, was ihr Silenus machet“ und in Goethes Egmont (4. Aufzug) heißt es: „Nun geht! Geht! Ich rat’ es euch selbst. Dort seh’ ich wieder eine Runde antreten; die sehen nicht aus, als wenn sie so bald Brüderschaft mit uns trinken würden“. Bei Friedrich Schiller wird in den Räubern sogar die Brüderschaft mit dem Teufel angedeutet: „So machen wir uns Muth und Kraft/Und mit dem Schwarzen Brüderschaft,/Der in der Hölle bratet“.
Das Brüderschafttrinken war mitunter auch Teil eines familiären Aufnahmerituals vor einer anstehenden Heirat. So berichtet der Werksmeister Rudolf Gremmer im Eintrag vom 21. Mai 1899 seines Tagebuchs: 

„Wir alle waren zusammen, Herr Meyer [Onkel der Verlobten] und Frau, Frau Koch [Mutter der Verlobten] und Kätchen [die Verlobte], denn wir feierten unsere Verlobung. [...] Zu Frau Koch sagte ich sie möchte jetzt Du zu mir sagen. Herr Meyer sagte auch zu mir, wir würden Morgen Bruderschaft miteinander trinken, was mir auch recht ist...“

In Meyers Enzyklopädie von 1888 heißt es unter dem Stichwort Brüderschaft: Dies sei „… zunächst die Übereinkunft von zwei Personen, sich als Brüder anzusehen, oft nur um einander mit ‚Du‘ anzureden … Die Sitte, Brüderschaft zu trinken, beruht wohl darauf, daß der Genuß des gleichen Trankes als Symbol fester Vereinigung angesehen wurde ….“